# مونيكا أليسون
مونيكا أليسون (بالإنجليزية: Monica Allison)‏ هي ممثلة أمريكية، ولدت في 1968.

## وصلات خارجية
- مونيكا أليسون على موقع IMDb (الإنجليزية)
- مونيكا أليسون على موقع ألو سيني (الفرنسية)
- مونيكا أليسون على موقع قاعدة بيانات الفيلم (الإنجليزية)
- مونيكا أليسون على موقع كينوبويسك (الروسية)